# To Love Somebody/The Memory Train
To Love Somebody/The Memory Train è un disco a 45 giri, unica produzione solista di Chris Dennis, all'epoca chitarrista e violinista dei Nomadi.

## Storia
Nel 1977, il produttore dei Nomadi Dodo Veroli decise di affidare ad un componente del gruppo un piccolo progetto solista destinato a non avere seguiti, come già era stato fatto alcuni anni prima sia con Beppe Carletti sia con Augusto Daolio.
La scelta cadde su Dennis e, sebbene Carletti non fosse molto propenso al progetto, il disco si fece.
Le due canzoni suonate e cantate da Chris Dennis sono To Love Somebody (cover dei Bee Gees) e The Memory Train.
Il disco, ad oggi, non è stato ristampato, e quindi le uniche copie fruibili sono quelle acquistabili usate presso, per esempio, mercatini musicali.

## Tracce
1. To Love Somebody (3.11)
2. The Memory Train (3.51)